# غونزالو باريتو
غونزالو باريتو (بالإسبانية: Gonzalo Barreto)‏ (22 يناير 1992 بمونتفيدو في الأوروغواي - ) هو لاعب كرة قدم أوروغواني في مركز الهجوم. شارك مع منتخب الأوروغواي تحت 17 سنة لكرة القدم. أما مع النوادي، فقد لعب مع نادي دانوبيو ونادي ساليرنيتانا ونادي لاتسيو.

## روابط خارجية
- غونزالو باريتو على موقع قاعدة بيانات كرة القدم.إي يو (الإنجليزية)
- غونزالو باريتو على موقع Soccerway.com (الإنجليزية)
- غونزالو باريتو على موقع عالم كرة القدم.نت (الإنجليزية)
- غونزالو باريتو على موقع AS.com (الإسبانية)